# Marco Berti
Marco Berti (Como, 13 gennaio 1962) è un tenore italiano.

## Biografia
Si è diplomato in canto nel 1989 presso il conservatorio "G. Verdi" di Milano sotto la guida di Giovanna Canetti.
Marco Berti ha debuttato nel 1990 a Cosenza, interpretando il ruolo di Pinkerton nella Madama Butterfly di Puccini, in qualità di vincitore del Concorso internazionale Giacomantonio. Nel 1991 è Don Fernan Guevara nella prima rappresentazione nello Staatstheater di Francoforte sul Meno di Cristoforo Colombo, con Renato Bruson e Michele Pertusi e Tito ne La Clemenza di Tito al Teatro Nazionale di Praga.
Al Teatro alla Scala di Milano debutta nel 1992 come Edmondo nella prima di Manon Lescaut diretto da Lorin Maazel con Gino Quilico seguito da Lord Arturo Bucklaw nella prima di Lucia di Lammermoor con Bruson, Mariella Devia, Vincenzo La Scola e Ferruccio Furlanetto ripreso dalla RAI e sostituisce per indisposizione La Scola nella Petite messe solennelle diretto da Sir Neville Marriner e nel 1993 Orombello in Beatrice di Tenda (dramma) diretto da Marcello Viotti con Antonio Salvadori e Lucia Aliberti.
Al Wiener Staatsoper debutta nel 1992 come Ein Sänger in Der Rosenkavalier e nel 1993 è Steuerman in Der Fliegende Holländer diretto da Myung-whun Chung con Bernd Weikl al Teatro Verdi (Firenze).
Marco Berti è stato diretto da Gianandrea Gavazzeni, Zubin Mehta, Lorin Maazel, Riccardo Muti, Antonio Pappano, Daniel Oren, James Conlon, James Levine. Ha lavorato con famosi registi tra cui Franco Zeffirelli, Pier Luigi Pizzi, Pier’Alli e Liliana Cavani.
Svolge anche intensa attività concertistica, dedica parte del suo tempo libero ad attività didattica attraverso Masterclass con diverse istituzioni

## Repertorio
| Ruolo                                  | Titolo                  | Autore      |
| -------------------------------------- | ----------------------- | ----------- |
| Pollione                               | Norma                   | Bellini     |
| Orombello                              | Beatrice di Tenda       | Bellini     |
| Don José                               | Carmen                  | Bizet       |
| Edgardo Ravenswood Lord Arturo Bucklaw | Lucia di Lammermoor     | Donizetti   |
| Don Fernan Guevara                     | Cristoforo Colombo      | Franchetti  |
| Giannetto Malespini                    | La cena delle beffe     | Giordano    |
| Canio/Pagliaccio                       | Pagliacci               | Leoncavallo |
| Turiddu                                | Cavalleria rusticana    | Mascagni    |
| Des Grieux                             | Manon                   | Massenet    |
| Don Ottavio                            | Don Giovanni            | Mozart      |
| Enzo Grimaldo                          | La Gioconda             | Ponchielli  |
| Edmondo                                | Manon Lescaut           | Puccini     |
| Rodolfo                                | La bohème               | Puccini     |
| Mario Cavaradossi                      | Tosca                   | Puccini     |
| F. B. Pinkerton                        | Madama Butterfly        | Puccini     |
| Dick Johnson                           | La fanciulla del West   | Puccini     |
| Ruggero Lastouc                        | La rondine              | Puccini     |
| Luigi                                  | Il tabarro              | Puccini     |
| Calaf                                  | Turandot                | Puccini     |
| Cantante italiano                      | Der Rosenkavalier       | Strauss     |
| Ismaele                                | Nabucco                 | Verdi       |
| Ernani                                 | Ernani                  | Verdi       |
| Foresto                                | Attila                  | Verdi       |
| Macduff Malcolm                        | Macbeth                 | Verdi       |
| Raffaele                               | Stiffelio               | Verdi       |
| Duca di Mantova                        | Rigoletto               | Verdi       |
| Manrico                                | Il trovatore            | Verdi       |
| Alfredo Germont                        | La traviata             | Verdi       |
| Gabriele Adorno                        | Simon Boccanegra        | Verdi       |
| Riccardo                               | Un ballo in maschera    | Verdi       |
| Don Alvaro                             | La forza del destino    | Verdi       |
| Radames                                | Aida                    | Verdi       |
| Otello                                 | Otello                  | Verdi       |
| Steuermann                             | Der fliegende Holländer | Wagner      |

## Discografia
- Verdi: Ernani - Carlo Guelfi/Marco Berti/Parma Teatro Regio Chorus and Orchestra/Antonello Allemandi, 2000 Dynamic
- Christmas, Marco Berti - 2012 Sound Music
- Libero Se Canto - Marco Berti Inedit Songs, Arrangement Andrea Trapasso,  2015 Sound Music

## DVD
- Bizet: Carmen (Arena di Verona, 2003) - Marco Berti, regia Franco Zeffirelli, Arthaus Musik/Naxos
- Donizetti: Lucia di Lammermoor (La Scala, 1992) - Renato Bruson/Mariella Devia/Vincenzo La Scola/Marco Berti/Carlo Colombara, Opus Arte/Naxos
- Puccini: Manon Lescaut (La Scala, 1998) - Marija Hulehina/José Cura/Lucio Gallo/Marco Berti/Gloria Banditelli/Riccardo Muti, TDK/Naxos
- Puccini: Turandot (Palau de les Arts "Reina Sofia", 2008) - Marija Hulehina/Marco Berti/Zubin Mehta, regia Chen Kaige, C Major/Naxos
- Verdi: Aida (Arena di Verona, 2012) - Hui He/Marco Berti/Ambrogio Maestri/Daniel Oren, regia Gianfranco De Bosio, Opus Arte/Naxos
- Verdi: Aida (La Monnaie - De Munt, 2004) - Marco Berti/Ildikó Komlósi/Orlin Anastasov, Robert Wilson (regista), Opus Arte/Naxos
- Verdi: Aida (Maggio Musicale Fiorentino, 2011) - Luicana D'Intino/Hui He/Marco Berti/Giacomo Prestia/Ambrogio Maestri/Zubin Mehta, regia Ferzan Özpetek, Arthaus Musik/Naxos
- Verdi: Ernani (Teatro Regio di Parma, 2005) - Marco Berti/Giacomo Prestia, C Major/Naxos
- Verdi: Macbeth (Liceu, 2004) - Marija Hulehina/Roberto Scandiuzzi/Marco Berti/Bruno Campanella, regia Phyllida Lloyd, Opus Arte/Naxos